# Liste der Test Matches der brasilianischen Rugby-Union-Nationalmannschaft
Die nachfolgende Liste enthält alle Test Matches (Länderspiele) der brasilianischen Rugby-Union-Nationalmannschaft der Männer. Brasilien bestritt das erste offizielle Test Match am 11. September 1950 gegen Uruguay.

## Übersicht der Test Matches
Legende
- Erg. = Ergebnis
- n. V. = nach Verlängerung
- H = Heimspiel
- A = Auswärtsspiel
- N = Spiel auf neutralem Platz
- Hintergrundfarbe grün = Sieg
- Hintergrundfarbe gelb = Unentschieden
- Hintergrundfarbe rot = Niederlage

### 1950–1969
| Nr. | Datum      | Erg.  | Gegner      |   | Austragungsort                      | Anlass                       | Bemerkung                                            |
| --- | ---------- | ----- | ----------- | - | ----------------------------------- | ---------------------------- | ---------------------------------------------------- |
| 01. | 11.09.1950 | 6:8   | Uruguay     | A | Montevideo                          | Freundschaftsspiel           | erstes Auswärtsspiel erstes Test Match gegen Uruguay |
| 02. | 09.09.1951 | 0:68  | Chile       | N | Estadio GEBA, Buenos Aires          | Südamerikameisterschaft 1951 | erstes Test Match gegen Chile                        |
| 03. | 13.09.1951 | 0:72  | Argentinien | A | Estadio GEBA, Buenos Aires          | Südamerikameisterschaft 1951 | erstes Test Match gegen Argentinien                  |
| 04. | 16.09.1951 | 10:17 | Uruguay     | N | Estadio GEBA, Buenos Aires          | Südamerikameisterschaft 1951 |                                                      |
| 05. | 05.09.1953 | 3:0   | Uruguay     | A | Montevideo Cricket Club, Montevideo | Freundschaftsspiel           | erster Sieg gegen Uruguay erster Auswärtssieg        |
| 06. | 07.10.1961 | 8:11  | Uruguay     | A | Carrasco Polo Club, Montevideo      | Südamerikameisterschaft 1961 |                                                      |
| 07. | 12.10.1961 | 0:60  | Argentinien | N | Carrasco Polo Club, Montevideo      | Südamerikameisterschaft 1961 |                                                      |
| 08. | 14.10.1961 | 5:34  | Chile       | N | Carrasco Polo Club, Montevideo      | Südamerikameisterschaft 1961 |                                                      |
| 09. | 15.08.1963 | 0:28  | Uruguay     | A | Montevideo Cricket Club, Montevideo | Freundschaftsspiel           |                                                      |
| 10. | 16.08.1964 | 16:16 | Chile       | H | São Paulo Athletic Club, São Paulo  | Südamerikameisterschaft 1964 | erstes Heimspiel erstes Unentschieden                |
| 11. | 19.08.1964 | 8:30  | Argentinien | H | São Paulo Athletic Club, São Paulo  | Südamerikameisterschaft 1964 |                                                      |
| 12. | 22.08.1964 | 15:8  | Uruguay     | H | São Paulo Athletic Club, São Paulo  | Südamerikameisterschaft 1964 | erster Heimsieg                                      |

### 1970–1979
| Nr. | Datum      | Erg.  | Gegner      |   | Austragungsort                                  | Anlass                       | Bemerkung                                                   |
| --- | ---------- | ----- | ----------- | - | ----------------------------------------------- | ---------------------------- | ----------------------------------------------------------- |
| 13. | 05.09.1970 | 12:3  | Paraguay    | A | Colegio San José, Asunción                      | Freundschaftsspiel           | erstes Test Match gegen Paraguay erster Sieg gegen Paraguay |
| 14. | 12.10.1971 | 6:50  | Argentinien | N | Carrasco Polo Club, Montevideo                  | Südamerikameisterschaft 1971 |                                                             |
| 15. | 14.10.1971 | 11:37 | Uruguay     | A | Carrasco Polo Club, Montevideo                  | Südamerikameisterschaft 1971 |                                                             |
| 16. | 16.10.1971 | 3:45  | Chile       | N | Carrasco Polo Club, Montevideo                  | Südamerikameisterschaft 1971 |                                                             |
| 17. | 17.10.1971 | 12:6  | Paraguay    | N | Carrasco Polo Club, Montevideo                  | Südamerikameisterschaft 1971 |                                                             |
| 18. | 16.10.1973 | 3:22  | Chile       | H | São Paulo Athletic Club, São Paulo              | Südamerikameisterschaft 1973 |                                                             |
| 19. | 18.10.1973 | 6:16  | Uruguay     | H | São Paulo Athletic Club, São Paulo              | Südamerikameisterschaft 1973 |                                                             |
| 20. | 20.10.1973 | 0:96  | Argentinien | H | São Paulo Athletic Club, São Paulo              | Südamerikameisterschaft 1973 |                                                             |
| 21. | 21.10.1973 | 22:3  | Paraguay    | H | São Paulo Athletic Club, São Paulo              | Südamerikameisterschaft 1973 |                                                             |
| 22. | 20.09.1975 | 10:31 | Chile       | N | Colegio San José, Asunción                      | Südamerikameisterschaft 1975 |                                                             |
| 23. | 21.09.1975 | 19:6  | Paraguay    | A | Colegio San José, Asunción                      | Südamerikameisterschaft 1975 |                                                             |
| 24. | 23.09.1975 | 7:38  | Uruguay     | N | Colegio San José, Asunción                      | Südamerikameisterschaft 1975 |                                                             |
| 25. | 27.09.1975 | 6:64  | Argentinien | N | Colegio San José, Asunción                      | Südamerikameisterschaft 1975 |                                                             |
| 26. | 24.10.1977 | 6:78  | Argentinien | A | Club Atlético Concepción, San Miguel de Tucumán | Südamerikameisterschaft 1977 |                                                             |
| 27. | 27.10.1977 | 13:25 | Paraguay    | N | Club Atlético Concepción, San Miguel de Tucumán | Südamerikameisterschaft 1977 |                                                             |
| 28. | 29.10.1977 | 27:33 | Chile       | N | Club Atlético Concepción, San Miguel de Tucumán | Südamerikameisterschaft 1977 |                                                             |
| 29. | 30.10.1977 | 15:47 | Uruguay     | N | Club Atlético Concepción, San Miguel de Tucumán | Südamerikameisterschaft 1977 |                                                             |
| 30. | 06.10.1979 | 0:48  | Uruguay     | N | Stade Français, Santiago de Chile               | Südamerikameisterschaft 1979 |                                                             |
| 31. | 07.10.1979 | 6:53  | Chile       | A | Stade Français, Santiago de Chile               | Südamerikameisterschaft 1979 |                                                             |
| 32. | 09.10.1979 | 3:109 | Argentinien | N | Stade Français, Santiago de Chile               | Südamerikameisterschaft 1979 |                                                             |
| 33. | 12.10.1979 | 16:6  | Paraguay    | N | Stade Français, Santiago de Chile               | Südamerikameisterschaft 1979 |                                                             |

### 1980–1999
| Nr. | Datum      | Erg.  | Gegner              |   | Austragungsort                                  | Anlass                       | Bemerkung                                   |
| --- | ---------- | ----- | ------------------- | - | ----------------------------------------------- | ---------------------------- | ------------------------------------------- |
| 34. | 06.10.1981 | 3:33  | Chile               | N | Carrasco Polo Club, Montevideo                  | Südamerikameisterschaft 1981 |                                             |
| 35. | 07.10.1981 | 0:77  | Uruguay             | A | Carrasco Polo Club, Montevideo                  | Südamerikameisterschaft 1981 |                                             |
| 36. | 09.10.1981 | 3:35  | Paraguay            | N | Carrasco Polo Club, Montevideo                  | Südamerikameisterschaft 1981 |                                             |
| 37. | 07.10.1989 | 13:44 | Uruguay             | A | Estadio Charrúa, Montevideo                     | Südamerikameisterschaft 1989 |                                             |
| 38. | 08.10.1989 | 9:103 | Argentinien         | N | Estadio Charrúa, Montevideo                     | Südamerikameisterschaft 1989 |                                             |
| 39. | 10.10.1989 | 40:11 | Paraguay            | N | Estadio Charrúa, Montevideo                     | Südamerikameisterschaft 1989 |                                             |
| 40. | 14.10.1989 | 20:49 | Chile               | N | Estadio Charrúa, Montevideo                     | Südamerikameisterschaft 1989 |                                             |
| 41. | 21.08.1991 | 16:23 | Chile               | A | Prince of Wales Country Club, Santiago de Chile | Südamerikameisterschaft 1991 |                                             |
| 42. | 07.09.1991 | 0:34  | Paraguay            | H | São Paulo Athletic Club, São Paulo              | Südamerikameisterschaft 1991 |                                             |
| 43. | 28.09.1991 | 7:37  | Uruguay             | A | Old Christians Club, Montevideo                 | Südamerikameisterschaft 1991 |                                             |
| 44. | 01.10.1991 | 6:84  | Argentinien         | A | Belgrano Athletic Club, Córdoba                 | Südamerikameisterschaft 1991 |                                             |
| 45. | 25.09.1993 | 5:55  | Uruguay             | H | São Paulo Athletic Club, São Paulo              | Südamerikameisterschaft 1993 |                                             |
| 46. | 02.10.1993 | 3:114 | Argentinien         | H | São Paulo Athletic Club, São Paulo              | Südamerikameisterschaft 1993 |                                             |
| 47. | 10.10.1993 | 21:49 | Paraguay            | A | Colegio San José, Asunción                      | Südamerikameisterschaft 1993 |                                             |
| 48. | 15.10.1993 | 26:35 | Chile               | A | Prince of Wales Country Club, Santiago de Chile | Südamerikameisterschaft 1993 |                                             |
| 49. | 11.11.1996 | 0:41  | Trinidad und Tobago | A | Hasely Crawford Stadium, Port of Spain          | WM-Qualifikation             | erstes Test Match gegen Trinidad und Tobago |

### 2000–2009
| Nr. | Datum      | Erg.  | Gegner              |   | Austragungsort                               | Anlass                                        | Bemerkung                                                       |
| --- | ---------- | ----- | ------------------- | - | -------------------------------------------- | --------------------------------------------- | --------------------------------------------------------------- |
| 50. | 12.11.2000 | 53:0  | Peru                | H | São Paulo Athletic Club, São Paulo           | Südamerikameisterschaft 2000                  | erstes Test Match gegen Peru erster Sieg gegen Peru             |
| 51. | 18.11.2000 | 30:12 | Venezuela           | H | São Paulo Athletic Club, São Paulo           | Südamerikameisterschaft 2000                  | erstes Test Match gegen Venezuela erster Sieg gegen Venezuela   |
| 52. | 07.09.2001 | 13:22 | Paraguay            | A | Colegio San José, Asunción                   | Freundschaftsspiel                            |                                                                 |
| 53. | 27.10.2001 | 51:9  | Peru                | H | Estádio Municipal, Varginha                  | Südamerikameisterschaft 2001                  |                                                                 |
| 54. | 03.11.2001 | 44:12 | Kolumbien           | A | Estadio El Salitre, Bogotá                   | Südamerikameisterschaft 2001                  | erstes Test Match gegen Kolumbien erster Sieg gegen Kolumbien   |
| 55. | 17.11.2001 | 14:3  | Venezuela           | H | São Paulo Athletic Club, São Paulo           | Südamerikameisterschaft 2001                  |                                                                 |
| 56. | 27.12.2001 | 11:10 | Trinidad und Tobago | A | Larry Gomes Stadium, Arima                   | WM-Qualifikation                              | erster Sieg gegen Trinidad und Tobago                           |
| 57. | 26.01.2002 | 9:0   | Trinidad und Tobago | H | Campo de CEFA, Florianópolis                 | WM-Qualifikation                              |                                                                 |
| 58. | 13.04.2002 | 6:46  | Chile               | H | São Paulo Athletic Club, São Paulo           | WM-Qualifikation                              |                                                                 |
| 59. | 20.04.2002 | 13:14 | Paraguay            | A | Colegio San José, Asunción                   | WM-Qualifikation                              |                                                                 |
| 60. | 05.10.2002 | 32:14 | Venezuela           | N | Centro Cultural Deportivo, Lima              | Südamerikameisterschaft 2002                  |                                                                 |
| 61. | 08.10.2002 | 64:0  | Kolumbien           | N | Centro Cultural Deportivo, Lima              | Südamerikameisterschaft 2002                  |                                                                 |
| 62. | 12.10.2002 | 28:10 | Peru                | A | Centro Cultural Deportivo, Lima              | Südamerikameisterschaft 2002                  |                                                                 |
| 63. | 22.04.2003 | 16:27 | Paraguay            | A | Colegio San José, Asunción                   | Südamerikameisterschaft 2003                  |                                                                 |
| 64. | 21.09.2003 | 16:31 | Venezuela           | N | Estadio El Salitre, Bogotá                   | Südamerikameisterschaft 2003                  |                                                                 |
| 65. | 24.09.2003 | 35:10 | Kolumbien           | A | Estadio El Salitre, Bogotá                   | Südamerikameisterschaft 2003                  |                                                                 |
| 66. | 27.09.2003 | 42:0  | Peru                | N | Estadio El Salitre, Bogotá                   | Südamerikameisterschaft 2003                  |                                                                 |
| 67. | 10.10.2004 | 73:3  | Peru                | H | São Paulo Athletic Club, São Paulo           | Südamerikameisterschaft 2004 WM-Qualifikation |                                                                 |
| 68. | 13.10.2004 | 74:0  | Kolumbien           | H | São Paulo Athletic Club, São Paulo           | Südamerikameisterschaft 2004 WM-Qualifikation |                                                                 |
| 69. | 16.10.2004 | 17:22 | Paraguay            | H | São Paulo Athletic Club, São Paulo           | Südamerikameisterschaft 2004                  |                                                                 |
| 70. | 20.11.2004 | 11:5  | Venezuela           | A | Barquisimeto                                 | WM-Qualifikation                              |                                                                 |
| 71. | 23.09.2005 | 38:14 | Peru                | N | Colegio San José, Asunción                   | Südamerikameisterschaft 2005                  |                                                                 |
| 72. | 25.09.2005 | 20:12 | Venezuela           | N | Colegio San José, Asunción                   | Südamerikameisterschaft 2005                  |                                                                 |
| 73. | 30.09.2005 | 64:0  | Kolumbien           | N | Colegio San José, Asunción                   | Südamerikameisterschaft 2005                  |                                                                 |
| 74. | 02.10.2005 | 8:45  | Paraguay            | A | Colegio San José, Asunción                   | Südamerikameisterschaft 2005 WM-Qualifikation |                                                                 |
| 75. | 14.10.2005 | 13:55 | Chile               | H | São Paulo Athletic Club, São Paulo           | WM-Qualifikation                              |                                                                 |
| 76. | 14.10.2006 | 36:10 | Peru                | N | Ciudad Universitaria, Caracas                | Südamerikameisterschaft 2006                  |                                                                 |
| 77. | 16.10.2006 | 95:0  | Costa Rica          | N | Ciudad Universitaria, Caracas                | Südamerikameisterschaft 2006                  | erstes Test Match gegen Costa Rica erster Sieg gegen Costa Rica |
| 78. | 20.10.2006 | 37:3  | Kolumbien           | N | Ciudad Universitaria, Caracas                | Südamerikameisterschaft 2006                  |                                                                 |
| 79. | 22.10.2006 | 25:3  | Venezuela           | A | Ciudad Universitaria, Caracas                | Südamerikameisterschaft 2006                  |                                                                 |
| 80. | 04.11.2007 | 24:12 | Peru                | A | Club Cultural Deportivo, Lima                | Südamerikameisterschaft 2007                  |                                                                 |
| 81. | 07.11.2007 | 49:7  | Venezuela           | N | Club Cultural Deportivo, Lima                | Südamerikameisterschaft 2007                  |                                                                 |
| 82. | 10.11.2007 | 42:3  | Kolumbien           | N | Club Cultural Deportivo, Lima                | Südamerikameisterschaft 2007                  |                                                                 |
| 83. | 19.06.2008 | 34:6  | Kolumbien           | N | Complejo Rakiura, Luque                      | Südamerikameisterschaft 2008                  |                                                                 |
| 84. | 23.06.2008 | 61:8  | Venezuela           | N | Complejo Rakiura, Luque                      | Südamerikameisterschaft 2008                  |                                                                 |
| 85. | 26.06.2008 | 59:0  | Kolumbien           | N | Complejo Rakiura, Luque                      | Südamerikameisterschaft 2008                  |                                                                 |
| 86. | 29.06.2008 | 15:6  | Paraguay            | A | Complejo Rakiura, Luque                      | Südamerikameisterschaft 2008                  |                                                                 |
| 87. | 11.10.2008 | 31:8  | Trinidad und Tobago | A | Hasely Cranford Stadium, Port of Spain       | WM-Qualifikation                              |                                                                 |
| 88. | 18.10.2008 | 24:12 | Trinidad und Tobago | H | Estádio Martins Pereira, São José dos Campos | WM-Qualifikation                              |                                                                 |
| 89. | 25.04.2009 | 3:78  | Chile               | A | Colegio Mackay, Viña del Mar                 | Südamerikameisterschaft 2009                  |                                                                 |
| 90. | 29.04.2009 | 3:71  | Uruguay             | A | Estadio Charrúa, Montevideo                  | Südamerikameisterschaft 2009                  |                                                                 |
| 91. | 02.05.2009 | 36:21 | Paraguay            | N | Estadio Charrúa, Montevideo                  | Südamerikameisterschaft 2009                  |                                                                 |

### 2010–2019
| Nr.  | Datum      | Erg.  | Gegner                       |   | Austragungsort                                         | Anlass                           | Bemerkung                                                 |
| ---- | ---------- | ----- | ---------------------------- | - | ------------------------------------------------------ | -------------------------------- | --------------------------------------------------------- |
| 092. | 13.05.2010 | 10:26 | Uruguay                      | N | CARR de la Reina, Santiago de Chile                    | Südamerikameisterschaft 2010     |                                                           |
| 093. | 16.05.2010 | 8:31  | Chile                        | A | CARR de la Reina, Santiago de Chile                    | Südamerikameisterschaft 2010     |                                                           |
| 094. | 19.05.2010 | 33:18 | Paraguay                     | N | CARR de la Reina, Santiago de Chile                    | Südamerikameisterschaft 2010     |                                                           |
| 095. | 14.05.2011 | 6:25  | Chile                        | N | Cataratas Rugby Club, Puerto Iguazú                    | Südamerikameisterschaft 2011     |                                                           |
| 096. | 17.05.2011 | 18:39 | Uruguay                      | N | Cataratas Rugby Club, Puerto Iguazú                    | Südamerikameisterschaft 2011     |                                                           |
| 097. | 20.05.2011 | 51:14 | Paraguay                     | N | Cataratas Rugby Club, Puerto Iguazú                    | Südamerikameisterschaft 2011     |                                                           |
| 098. | 10.12.2011 | 25:27 | Kenia                        | N | The Sevens Stadium, Dubai                              | Cup of Nations 2011              | erstes Test Match gegen Kenia                             |
| 099. | 13.12.2011 | 66:3  | Vereinigte Arabische Emirate | A | The Sevens Stadium, Dubai                              | Cup of Nations 2011              | erstes Test Match gegen die VAE erster Sieg gegen die VAE |
| 100. | 16.12.2011 | 3:37  | Hongkong                     | N | The Sevens Stadium, Dubai                              | Cup of Nations 2011              | erstes Test Match gegen Hongkong                          |
| 101. | 20.05.2012 | 6:19  | Chile                        | A | CARR de la Reina, Santiago de Chile                    | Südamerikameisterschaft 2012     |                                                           |
| 102. | 26.05.2012 | 15:27 | Uruguay                      | N | CARR de la Reina, Santiago de Chile                    | Südamerikameisterschaft 2012     |                                                           |
| 103. | 27.10.2012 | 35:22 | Paraguay                     | H | Estádio Nicolau Alayon, São Paulo                      | WM-Qualifikation                 |                                                           |
| 104. | 16.04.2013 | 50:14 | Mexiko                       | H | Estadio Martins Pereira, São Jose dos Campos           | Freundschaftsspiel               | erstes Test Match gegen Mexiko erster Sieg gegen Mexiko   |
| 105. | 20.04.2013 | 76:5  | Mexiko                       | H | São Paulo Athletic Club, São Paulo                     | Freundschaftsspiel               |                                                           |
| 106. | 27.04.2013 | 22:38 | Chile                        | N | Estadio Charrúa, Montevideo                            | Südamerikameisterschaft 2013     |                                                           |
| 107. | 01.05.2013 | 7:58  | Uruguay                      | A | Estadio Charrúa, Montevideo                            | Südamerikameisterschaft 2013     |                                                           |
| 108. | 15.11.2013 | 0:68  | Portugal                     | H | Arena Barueri, Barueri                                 | Freundschaftsspiel               | erstes Test Match gegen Portugal                          |
| 109. | 26.04.2014 | 24:16 | Chile                        | H | Arena Barueri, Barueri                                 | Südamerikameisterschaft 2014     | erster Sieg gegen Chile                                   |
| 110. | 03.05.2014 | 9:34  | Uruguay                      | H | Estádio da Montanha, Bento Gonçalves                   | Südamerikameisterschaft 2014     |                                                           |
| 111. | 10.05.2014 | 21:34 | Paraguay                     | A | Estadio General Adrián Jara, Luque                     | Südamerikameisterschaft 2014     |                                                           |
| 112. | 29.11.2014 | 21:13 | Paraguay                     | H | Estadio Martins Pereira, São Jose dos Campos           | End-of-year Internationals 2014  |                                                           |
| 113. | 18.04.2015 | 9:48  | Uruguay                      | A | Estadio Charrúa, Montevideo                            | Südamerikameisterschaft 2015     |                                                           |
| 114. | 25.04.2015 | 3:32  | Chile                        | A | CARR de la Reina, Santiago de Chile                    | Südamerikameisterschaft 2015     |                                                           |
| 115. | 09.05.2015 | 11:20 | Paraguay                     | A | Estádio das Montanhas, Bento Gonçalves                 | Südamerikameisterschaft 2015     |                                                           |
| 116. | 06.12.2015 | 12:29 | Deutschland                  | H | Centro Esportivo Bernardo Werner, Blumenau             | Freundschaftsspiel               | erstes Test Match gegen Deutschland                       |
| 117. | 12.12.2015 | 7:31  | Deutschland                  | H | Estádio do Pacaembu, São Paulo                         | Freundschaftsspiel               |                                                           |
| 118. | 12.12.2015 | 44:0  | Venezuela                    | H | Estadio Dr. Oswaldo Teixeira Duarte, São Paulo         | Südamerikameisterschaft 2016     |                                                           |
| 119. | 06.02.2016 | 22:25 | Chile                        | A | Centro de Alto Rendimiento de Rugby, Santiago de Chile | Americas Rugby Championship 2016 |                                                           |
| 120. | 12.02.2016 | 29:33 | Uruguay                      | H | Arena Barueri, Barueri                                 | Americas Rugby Championship 2016 |                                                           |
| 121. | 20.02.2016 | 25:52 | Kanada                       | A | Westhills Stadium, Langford                            | Americas Rugby Championship 2016 | erstes Test Match gegen Kanada                            |
| 122. | 27.02.2016 | 24:23 | Vereinigte Staaten           | H | Arena Barueri, Barueri                                 | Americas Rugby Championship 2016 | erstes Test Match gegen die USA erster Sieg gegen die USA |
| 123. | 23.04.2016 | 14:36 | Uruguay                      | H | Allianz Parque, São Paulo                              | Südamerikameisterschaft 2016     |                                                           |
| 124. | 30.04.2016 | 20:20 | Chile                        | H | Estádio do Pacaembu, São Paulo                         | Südamerikameisterschaft 2016     |                                                           |
| 125. | 07.05.2016 | 32:21 | Paraguay                     | A | Estadio Héroes de Curupayty, Luque                     | Südamerikameisterschaft 2016     |                                                           |
| 126. | 17.06.2016 | 17:18 | Kenia                        | H | Estádio Milton Corrêa, Macapá                          | Mid-year Internationals 2016     |                                                           |
| 127. | 19.11.2016 | 6:16  | Deutschland                  | A | Fritz-Grunebaum-Sportpark, Heidelberg                  | End-of-year Internationals 2016  |                                                           |
| 128. | 26.11.2016 | 14:36 | Deutschland                  | A | Bruno-Plache-Stadion, Leipzig                          | End-of-year Internationals 2016  |                                                           |
| 129. | 01.12.2016 | 17:21 | Portugal                     | A | Estádio Municipal Sérgio Conceição, Coimbra            | End-of-year Internationals 2016  |                                                           |
| 130. | 03.02.2017 | 17:3  | Chile                        | H | Estádio do Pacaembu, São Paulo                         | Americas Rugby Championship 2017 |                                                           |
| 131. | 11.02.2017 | 3:51  | Vereinigte Staaten           | A | Dell Diamond, Round Rock                               | Americas Rugby Championship 2017 |                                                           |
| 132. | 18.03.2017 | 12:23 | Uruguay                      | A | Estadio Domingo Burgueño, Maldonado                    | Americas Rugby Championship 2017 |                                                           |
| 133. | 03.03.2017 | 24:23 | Kanada                       | H | Estádio do Pacaembu, São Paulo                         | Americas Rugby Championship 2017 | erster Sieg gegen Kanada                                  |
| 134. | 13.05.2017 | 10:15 | Chile                        | A | Estadio Municipal de La Pintana, Santiago de Chile     | Südamerikameisterschaft 2017     |                                                           |
| 135. | 20.05.2017 | 27:41 | Uruguay                      | A | Estadio Charrúa, Montevideo                            | Südamerikameisterschaft 2017     |                                                           |
| 136. | 26.05.2017 | 57:6  | Paraguay                     | A | Estádio do Pacaembu, São Paulo                         | Südamerikameisterschaft 2017     |                                                           |
| 137. | 10.06.2017 | 25:21 | Portugal                     | H | Estádio do Pacaembu, São Paulo                         | Mid-year Internationals 2017     |                                                           |
| 138. | 24.06.2017 | 5:56  | Rumänien                     | A | Stadionul Arcul de Triumf, Bukarest                    | Mid-year Internationals 2017     | erstes Test Match gegen Rumänien                          |
| 139. | 11.11.2017 | 12:45 | Deutschland                  | A | Bruno-Plache-Stadion, Leipzig                          | End-of-year Internationals 2017  |                                                           |
| 140. | 18.11.2017 | 23:19 | Belgien                      | A | Petit Heysel, Brüssel                                  | End-of-year Internationals 2017  | erstes Test Match gegen Belgien erster Sieg gegen Belgien |
| 141. | 25.11.2017 | 28:67 | Spanien                      | A | Estadio El Pantan, Villajoyosa                         | End-of-year Internationals 2017  | erstes Test Match gegen Spanien                           |
| 142. | 03.02.2018 | 16:12 | Chile                        | A | Estadio Municipal de La Pintana, Santiago de Chile     | Americas Rugby Championship 2018 |                                                           |
| 143. | 09.02.2018 | 18:27 | Uruguay                      | H | Estádio do Pacaembu, São Paulo                         | Americas Rugby Championship 2018 |                                                           |
| 144. | 17.03.2018 | 4:45  | Kanada                       | A | Westhills Stadium, Langford                            | Americas Rugby Championship 2018 |                                                           |
| 145. | 24.03.2018 | 16:45 | Vereinigte Staaten           | H | Estádio Martins Pereira, São José dos Campos           | Americas Rugby Championship 2018 |                                                           |
| 146. | 05.05.2018 | 28:12 | Chile                        | A | Estádio do Canindé, São Paulo                          | Südamerikameisterschaft 2018     |                                                           |
| 147. | 19.05.2018 | 67:5  | Kolumbien                    | H | Estádio do Canindé, São Paulo                          | Südamerikameisterschaft 2018     | 1. Südamerikameistertitel                                 |
| 148. | 09.02.2019 | 18:10 | Kanada                       | H | Estádio Martins Pereira, São José dos Campos           | Americas Rugby Championship 2019 |                                                           |
| 149. | 23.02.2019 | 28:33 | Vereinigte Staaten           | A | Dell Diamond, Round Rock                               | Americas Rugby Championship 2019 |                                                           |
| 150. | 02.03.2019 | 15:10 | Chile                        | H | Estádio Jayme Cintra, Jundiaí                          | Americas Rugby Championship 2019 |                                                           |
| 151. | 09.03.2019 | 20:42 | Uruguay                      | A | Estadio Charrúa, Montevideo                            | Americas Rugby Championship 2019 |                                                           |
| 152. | 11.05.2019 | 66:10 | Paraguay                     | A | Estadio Héroes de Curupayty, Luque                     | Südamerikameisterschaft 2019     |                                                           |
| 153. | 08.06.2019 | 16:22 | Spanien                      | H | Estádio José Liberatti, Osasco                         | Mid-year Internationals 2019     |                                                           |
| 154. | 15.06.2019 | 21:22 | Rumänien                     | H | Estádio do Pacaembu, São Paulo                         | Mid-year Internationals 2019     |                                                           |
| 155. | 09.11.2019 | 26:24 | Portugal                     | H | Estádio Nicolau Alayon, São Paulo                      | Freundschaftsspiel               |                                                           |

### 2020–2029
| Nr.  | Datum      | Erg.  | Gegner             |   | Austragungsort                                     | Anlass                          | Bemerkung                        |
| ---- | ---------- | ----- | ------------------ | - | -------------------------------------------------- | ------------------------------- | -------------------------------- |
| 156. | 21.11.2020 | 10:30 | Portugal           | A | CAR Rugby do Jamor, Lissabon                       | End-of-year Internationals 2020 |                                  |
| 157. | 28.11.2020 | 13:33 | Portugal           | A | CAR Rugby do Jamor, Lissabon                       | End-of-year Internationals 2020 |                                  |
| 158. | 26.06.2021 | 29:0  | Paraguay           | H | Estádio Martins Pereira, São José dos Campos       | WM-Qualifikation                |                                  |
| 159. | 11.07.2021 | 13:23 | Chile              | N | Estadio Charrúa, Montevideo                        | WM-Qualifikation                |                                  |
| 160. | 25.07.2021 | 13:36 | Uruguay            | A | Estadio Charrúa, Montevideo                        | WM-Qualifikation                |                                  |
| 161. | 14.11.2021 | 22:24 | Simbabwe           | N | Markötter Stadium, Stellenbosch                    | End-of-year Internationals 2021 | erstes Test Match gegen Simbabwe |
| 162. | 20.11.2021 | 30:36 | Kenia              | N | Markötter Stadium, Stellenbosch                    | End-of-year Internationals 2021 |                                  |
| 163. | 24.08.2022 | 52:13 | Kolumbien          | A | Estadio Romelio Martínez, Barranquilla             | Südamerikameisterschaft 2022    |                                  |
| 164. | 28.08.2022 | 31:28 | Paraguay           | N | Estadio Romelio Martínez, Barranquilla             | Südamerikameisterschaft 2022    |                                  |
| 165. | 19.08.2023 | 64:7  | Kolumbien          | N | Estadio Héroes de Curupayty, Luque                 | Südamerikameisterschaft 2023    |                                  |
| 166. | 23.08.2023 | 41:22 | Paraguay           | A | Estadio Héroes de Curupayty, Luque                 | Südamerikameisterschaft 2023    |                                  |
| 167. | 11.11.2023 | 3:48  | Vereinigte Staaten | N | Estadio El Pantano, Villajoyosa                    | Freundschaftsspiel              |                                  |
| 168. | 18.11.2023 | 15:40 | Kanada             | N | Estadio El Pantano, Villajoyosa                    | Freundschaftsspiel              |                                  |
| 169. | 20.07.2024 | 25:26 | Hongkong           | H | Estádio Nicolau Alayon, São Paulo                  | Mid-year Internationals 2024    |                                  |
| 170. | 27.07.2024 | 47:25 | Belgien            | H | Estádio Nicolau Alayon, São Paulo                  | Mid-year Internationals 2024    |                                  |
| 171. | 18.08.2024 | 47:25 | Paraguay           | H | Estádio Nicolau Alayon, São Paulo                  | WM-Qualifikation                |                                  |
| 172. | 06.10.2024 | 10:36 | Chile              | A | Estadio Municipal de La Pintana, Santiago de Chile | WM-Qualifikation                |                                  |
| 173. | 09.11.2024 | 23:10 | Hongkong           | A | Hong Kong Football Club Stadium, Hongkong          | End-of-year Internationals 2024 | erster Sieg gegen Hongkong       |
| 174. | 16.11.2024 | 17:38 | Hongkong           | A | Kai Tak Sports Park, Hongkong                      | End-of-year Internationals 2024 |                                  |
| 175. | 19.07.2025 | 21:35 | Chile              | H | Estádio Nicolau Alayon, São Paulo                  | WM-Qualifikation                |                                  |
| 176. | 26.07.2025 | 20:35 | Chile              | A | Mahuida Parque Reina, Santiago de Chile            | WM-Qualifikation                |                                  |

## Länderspiele ohne Test-Match-Status
| Nr. | Datum      | Erg.  | Gegner                          |   | Austragungsort                               | Anlass                           |
| --- | ---------- | ----- | ------------------------------- | - | -------------------------------------------- | -------------------------------- |
| 01. | 28.09.1965 | 5:49  | Oxford und Cambridge University | H | São Paulo Athletic Club, São Paulo           | Freundschaftsspiel               |
| 02. | 25.07.1971 | 8:53  | Oxford und Cambridge University | H | São Paulo Athletic Club, São Paulo           | Freundschaftsspiel               |
| 03. | 01.06.1974 | 7:99  | Frankreich                      | H | São Paulo Athletic Club, São Paulo           | Tour Match                       |
| 04. | 05.06.1985 | 6:41  | Frankreich                      | H | Rio Cricket Club, Niterói                    | Tour Match                       |
| 05. | 29.08.2009 | 3:36  | Frankreich (Amateure)           | H |                                              | Freundschaftsspiel               |
| 06. | 02.09.2009 | 6:50  | Frankreich (Amateure)           | H |                                              | Freundschaftsspiel               |
| 07. | 23.05.2012 | 0:111 | Jaguares                        | N | CARR de la Reina, Santiago de Chile          | Südamerikameisterschaft 2012     |
| 08. | 04.05.2012 | 0:83  | Jaguares                        | N | Estadio Charrúa, Montevideo                  | Südamerikameisterschaft 2012     |
| 09. | 22.11.2014 | 6:25  | Uruguay A                       | H |                                              | Freundschaftsspiel               |
| 10. | 05.03.2016 | 7:42  | Argentinien XV                  | H | Estádio Martins Pereira, São José dos Campos | Americas Rugby Championship 2016 |
| 11. | 28.02.2017 | 7:79  | Argentinien XV                  | A | Estadio Agustín Pichot, Ushuaia              | Americas Rugby Championship 2017 |
| 12. | 03.03.2018 | 8:28  | Argentinien XV                  | H | Estádio Martins Pereira, São José dos Campos | Americas Rugby Championship 2018 |
| 13. | 12.05.2018 | 36:33 | Argentinien XV                  | A | Club Newman, Buenos Aires                    | Südamerikameisterschaft 2018     |
| 14. | 02.02.2019 | 3:54  | Argentinien XV                  | H | Neuquén Rugby Club, Neuquén                  | Americas Rugby Championship 2019 |
| 15. | 18.05.2019 | 19:38 | Uruguay XV                      | H | Estádio José Liberatti, Osasco               | Südamerikameisterschaft 2019     |
| 16. | 25.05.2019 | 0:62  | Argentinien XV                  | H | Estádio Independência, Belo Horizonte        | Südamerikameisterschaft 2019     |
| 17. | 19.08.2019 | 27:12 | Chile XV                        | N | Estadio Héroes de Curupayty, Luque           | Südamerikameisterschaft 2023     |

## Statistik
(Stand: 10. August 2025)

### Gegner bei Test Matches
| Land                         | Spiele | Gewonnen | Unent- schieden | Verloren | % Siege |
| ---------------------------- | ------ | -------- | --------------- | -------- | ------- |
| Argentinien                  | 11     | 0        | 0               | 11       | 0,00    |
| Belgien                      | 2      | 1        | 0               | 1        | 50,00   |
| Chile                        | 32     | 5        | 2               | 25       | 15,63   |
| Costa Rica                   | 1      | 1        | 0               | 0        | 100,00  |
| Deutschland                  | 5      | 0        | 0               | 5        | 0,00    |
| Hongkong                     | 4      | 1        | 0               | 3        | 25,00   |
| Kanada                       | 5      | 2        | 0               | 3        | 40,00   |
| Kenia                        | 3      | 0        | 0               | 3        | 0,00    |
| Kolumbien                    | 12     | 12       | 0               | 0        | 100,00  |
| Mexiko                       | 2      | 2        | 0               | 0        | 100,00  |
| Paraguay                     | 30     | 19       | 0               | 11       | 63,33   |
| Peru                         | 8      | 8        | 0               | 0        | 100,00  |
| Portugal                     | 6      | 2        | 0               | 4        | 33,33   |
| Rumänien                     | 2      | 0        | 0               | 2        | 0,00    |
| Simbabwe                     | 1      | 0        | 0               | 1        | 0,00    |
| Spanien                      | 2      | 0        | 0               | 2        | 0,00    |
| Trinidad und Tobago          | 5      | 4        | 0               | 1        | 80,00   |
| Uruguay                      | 29     | 3        | 0               | 26       | 10,34   |
| Venezuela                    | 10     | 9        | 0               | 1        | 90,00   |
| Vereinigte Arabische Emirate | 1      | 1        | 0               | 0        | 100,00  |
| Vereinigte Staaten           | 5      | 1        | 0               | 4        | 20,00   |
| Gesamt                       | 174    | 71       | 2               | 101      | 40,80   |

### Bilanz der Test Matches
|         | Spiele | Siege | Unent- schieden | Nieder- lagen |
| ------- | ------ | ----- | --------------- | ------------- |
| Heim    | 52     | 26    | 2               | 24            |
| Neutral | 56     | 21    | 0               | 35            |
| Gast    | 68     | 24    | 0               | 44            |
| Gesamt  | 176    | 71    | 2               | 103           |

### Spielstädte
| Stadt               | Spiele | Siege | Unent- schieden | Nieder- lagen | erstes Spiel | letztes Spiel |
| ------------------- | ------ | ----- | --------------- | ------------- | ------------ | ------------- |
| Barueri             | 4      | 2     | 0               | 2             | 2013         | 2016          |
| Bento Gonçalves     | 2      | 0     | 0               | 2             | 2014         | 2015          |
| Blumenau            | 1      | 0     | 0               | 1             | 2015         | 2015          |
| Florianópolis       | 1      | 1     | 0               | 0             | 2002         | 2002          |
| Jundiaí             | 1      | 1     | 0               | 0             | 2019         | 2019          |
| Macapá              | 1      | 0     | 0               | 1             | 2016         | 2016          |
| Osasco              | 1      | 0     | 0               | 1             | 2019         | 2019          |
| São José dos Campos | 6      | 5     | 0               | 1             | 2008         | 2021          |
| São Paulo           | 35     | 16    | 2               | 17            | 1964         | 2025          |
| Varginha            | 1      | 1     | 0               | 0             | 2001         | 2001          |